# Cabirops marsupialis
Cabirops marsupialis is een pissebed uit de familie Cabiropidae. De wetenschappelijke naam van de soort is voor het eerst geldig gepubliceerd in 1953 door Caroli.